# Mirafra affinis
Mirafra affinis е вид птица от семейство Чучулигови (Alaudidae).

## Разпространение
Видът е разпространен в Индия и Шри Ланка.